# La Roche FR
| FR ist das Kürzel für den Kanton Freiburg in der Schweiz. Es wird verwendet, um Verwechslungen mit anderen Einträgen des Namens La Roche zu vermeiden. |

La Roche (Freiburger Patois La Rotseⓘ) ist eine politische Gemeinde im Greyerzbezirk des Kantons Freiburg in der Schweiz. Der frühere deutsche Name Zurflüh wird heute nicht mehr verwendet.

## Geographie
La Roche liegt auf 747 m ü. M., 11 km nordöstlich des Bezirkshauptortes Bulle (Luftlinie). Das Strassendorf erstreckt sich im Tal des Baches Serbache, eines rechten Seitenbachs des Greyerzersees, am Westfuss der Berra, im Freiburger Alpenvorland.
Die Fläche des 24,0 km² grossen Gemeindegebiets umfasst einen Abschnitt der voralpinen Landschaft am Fuss der Berra. Der westliche Gemeindeteil wird vom Tal der Serbache eingenommen, die mit zahlreichen Quellbächen am Westhang von La Berra und Cousimbert entspringt. Die Serbache fliesst in den Greyerzersee, von dem nur ein kleiner Teil im Mündungsbereich des Baches zu La Roche gehört. Nördlich des Tals der Serbache erstreckt sich der Gemeindeboden auf den Waldhügel La Combert (1082 m ü. M.). Ein grosser Teil des zumeist dicht bewaldeten Westhangs der Flyschberge La Berra (mit 1719 m ü. M. die höchste Erhebung der Gemeinde) und Cousimbert (1632 m ü. M.) liegt auf dem Gebiet von La Roche. Der Hang ist durch verschiedene Tälchen untergliedert. Ein kleiner Anteil der Gemeindefläche liegt jenseits des Kamms des Cousimbert im Plasselbschlund, dem Quellgebiet der Ärgera. Von der Gemeindefläche entfielen 1997 4 % auf Siedlungen, 47 % auf Wald und Gehölze, 47 % auf Landwirtschaft, und etwas weniger als 2 % war unproduktives Land.
Zu La Roche gehören die Siedlungen Villaret (740 m ü. M.) südwestlich, Le Zible (760 m ü. M.) und La Serbache (778 m ü. M.) nordöstlich des Dorfes im Tal der Serbache, Sur Montsoflo (950 m ü. M.) am Westhang der Berra sowie zahlreiche Einzelhöfe. Nachbargemeinden von La Roche sind Pont-la-Ville, Treyvaux, Le Mouret, Plasselb, Val-de-Charmey und Hauteville.

## Bevölkerung
Mit 1859 Einwohnern (Stand 31. Dezember 2023) gehört La Roche zu den mittelgrossen Gemeinden des Kantons Freiburg. Von den Bewohnern sind 92,5 % französischsprachig, 3,5 % deutschsprachig und 2,4 % portugiesischsprachig (Stand 2000). Die Bevölkerungszahl von La Roche belief sich 1900 auf 1081 Einwohner. Während des 20. Jahrhunderts pendelte sie zwischen 1000 und 1130 Personen. Erst seit 1980 (1027 Einwohner) wurde eine deutliche Bevölkerungszunahme verzeichnet.

## Wirtschaft
La Roche war bis in die zweite Hälfte des 20. Jahrhunderts ein vorwiegend durch die Landwirtschaft geprägtes Dorf. Noch heute haben die Viehzucht und die Milchwirtschaft sowie in geringerem Mass der Ackerbau eine wichtige Bedeutung in der Erwerbsstruktur der Bevölkerung. Weitere Arbeitsplätze sind im lokalen Kleingewerbe und vor allem im Dienstleistungssektor vorhanden. Im Dorf haben sich verschiedene Kleinunternehmen wie Schreinereien, Zimmereien und Betriebe der Holzverarbeitung niedergelassen. Bei guter Schneelage sind im Winter am Westhang der Berra mehrere Skilifte in Betrieb. In den letzten Jahrzehnten hat sich das Dorf zu einer Wohngemeinde entwickelt. Zahlreiche Erwerbstätige sind deshalb Wegpendler, die in den Regionen Bulle und Freiburg arbeiten.

## Verkehr
Die Gemeinde ist verkehrstechnisch recht gut erschlossen. Sie liegt an der Hauptstrasse von Freiburg nach Broc. Durch die Buslinien der Transports publics Fribourgeois (tpf), die auf den Strecken von Freiburg nach Bulle und von Freiburg nach Jaun verkehren, ist La Roche an das Netz des öffentlichen Verkehrs angebunden. Eine weitere Linie verbindet das Dorf mit Pont-la-Ville.

## Geschichte
Das Gemeindegebiet von La Roche war bereits zur Römerzeit besiedelt, was durch Funde von römischen Münzen und Schmuckwaren bestätigt werden konnte. Im Mittelalter war das Dorf im Besitz des Adelsgeschlechts La Roche, das wahrscheinlich von den Herren von Corbières abstammte und im 14. Jahrhundert erlosch. Im Jahr 1349 ging das Gebiet durch Kauf an den Bischof von Lausanne.
Nach der Eroberung des Waadtlandes durch Bern kam La Roche als ehemaliges bischöfliches Gebiet 1537 unter freiburgische Herrschaft und wurde zusammen mit dem Nachbardorf Pont-la-Ville als Exklave der Vogtei Bulle zugeteilt. Während der Französischen Revolution siedelten sich im Dorf Trappisten aus Frankreich an. Nach dem Zusammenbruch des Ancien Régime (1798) gehörte das Dorf während der Helvetik und der anschliessenden Zeit bis 1848 zum damaligen Bezirk Bulle, bevor es in den Bezirk Greyerz eingegliedert wurde.

## Sehenswürdigkeiten

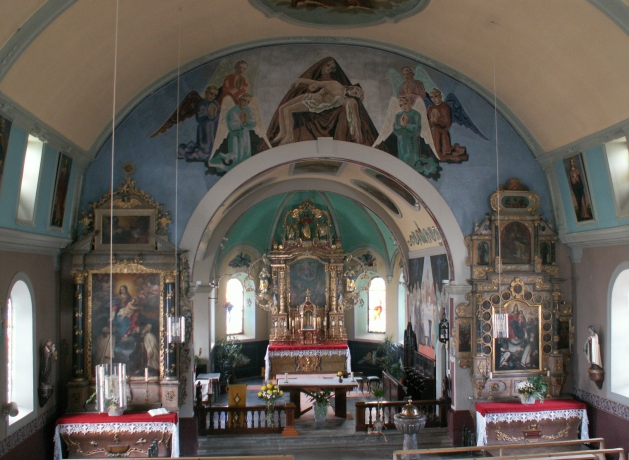
Das Innere der Kirche von La Roche

Seit 1656 bildet La Roche eine eigene Pfarrgemeinde. Die Kirche stammt aus dem 17. Jahrhundert und wurde später mehrfach restauriert. Die Kapelle Notre-Dame de Compassion wurde 1550 erbaut und war im 17. und 18. Jahrhundert ein wichtiger Wallfahrtsort. Bei La Roche sind noch Ruinen eines unter Ulrich von Vuippens errichteten Turms aus dem 13. Jahrhundert erhalten.

## Persönlichkeiten
- Rémi Brodard (1927–2015), Schweizer Politiker
- Mathilde Gremaud (* 2000), Freestyle-Skierin
- Noémie Kolly (* 1998), Skirennfahrerin